# Alexis Mendoza
Alexis Antonio Mendoza Barrina, mais conhecido como Alexis Mendoza (Barranquilla, 8 de novembro de 1961), é um treinador e ex-futebolista colombiano que atuava como defensor. 

## Carreira

### Clubes
Por clubes, se destacou com a camisa do Junior, que defendeu entre 1983 e 1990 e de 1993 a 1996. Passou também pelo América de Cali.
Mendoza encerrou a carreira em 1997, jogando pelo Veracruz do México.

## Seleção
Pela Seleção Colombiana de Futebol, participou da Copa de 1994. Atuou em um único jogo, contra a Suíça.

## Treinador
No mesmo Atlético Junior além de encerrar a carreira de jogador iniciou como treinador, além de que assumiu a Seleção Olímpica de Honduras e recentemente, dirigiu novamente o Atlético Junior.

## Títulos

### Como jogador
América de Cali
- Campeonato Colombiano: 1990, 1992

Atlético Junior
- Campeonato Colombiano: 1993, 1995

### Como treinador
Honduras
- Pre-Olímpico da Concacaf: 2008

Junior
- Copa Colômbia de Futebol: 2015